# Stem (Carolina do Norte)
Stem é uma cidade  localizada no estado norte-americano de Carolina do Norte, no Condado de Granville.

## Demografia
Segundo o censo norte-americano de 2000, a sua população era de 229 habitantes.
Em 2006, foi estimada uma população de 239, um aumento de 10 (4.4%).

## Geografia
De acordo com o United States Census Bureau tem uma área de
2,4 km², dos quais 2,4 km² cobertos por terra e 0,0 km² cobertos por água. Stem localiza-se a aproximadamente 143 m acima do nível do mar.

## Localidades na vizinhança
O diagrama seguinte representa as localidades num raio de 28 km ao redor de Stem.